# Strike Back
Strike Back ist eine britische Fernsehserie. In dieser Fernsehserie verarbeitete der Bestsellerautor Chris Ryan seine eigenen Erlebnisse aus seiner Zeit als Elitesoldat beim Special Air Service. Die Fernsehserie basiert auf dem Roman, den Ryan unter dem Namen Chris Ryan's Strike Back veröffentlichte. Die Produktion der Fernsehserie übernimmt Left Bank Pictures im Auftrag von Sky1.
Die Serie dreht sich um eine fiktive Abteilung des britischen Geheimdiensts, die Sektion 20. Am 17. April 2020 lief die letzte Folge der Serie, die damit nach 76 Folgen und insgesamt 8. Staffeln endete.

## Hintergrund
Die Idee zur Verfilmung des Romans von Chris Ryan kam dem Executive Producer Andy Harries, als er den Roman an einem Flughafen sah und mit in den Urlaub nahm. Obwohl er das Buch vor seiner Rückkehr ins Vereinigte Königreich nicht gelesen hatte, schlug er Elaine Pyke die Verfilmung des Romans vor, welche diese im Namen von British Sky Broadcasting genehmigte.
Die Fernsehserie wurde in Südafrika gedreht. Die meisten Aufnahmen entstanden in der Region Gauteng. Weitere Drehorte der Serie befanden sich in der Provinz Nordkap sowie im Nationalpark an den Augrabiesfällen. Darüber hinaus wurde in der Kalahari gedreht.
Das Budget der Fernsehserie wird auf mehrere Millionen Pfund Sterling geschätzt. Ihre Weltpremiere feierte die Fernsehserie im Vue-Kino im Londoner West End am 15. April 2010. Im Vereinigten Königreich wurde die erste Staffel der Fernsehserie vom 5. Mai 2010 bis zum 19. Mai 2010 ausgestrahlt. Am 7. Juni 2010 wurde Strike Back im Vereinigten Königreich auf DVD und Blu-ray veröffentlicht.
Die Fernsehserie wurde erstmals von RTL II im deutschen Free-TV gezeigt. Dabei wurden jeweils zwei Episoden als knapp 90-minütiger, zusammenhängender Spielfilm ausgestrahlt. Die ersten beiden Episoden wurden am 26. Januar 2011 gezeigt, die Ausstrahlung der dritten und vierten Episode erfolgte am 28. Januar 2011 und einen Tag später wurden die letzten beiden Episoden gesendet. In Deutschland erschien die erste Staffel der Fernsehserie unter dem Titel „Chris Ryan's Strike Back“ am 25. Februar 2011 auf DVD mit einer FSK-18-Freigabe, die zweite Staffel "Project Dawn" erschien unter dem Titel „Strike Back - Die komplette erste Staffel“ am 5. Oktober 2012, die dritte Staffel "Vengeance" erschien unter dem Titel „Strike Back - Die komplette zweite Staffel“ am 7. Mai 2015, die vierte Staffel "Shadow Warfare" erschien unter dem Titel „Strike Back - Die komplette dritte Staffel“ am 8. Juni 2017 und die fünfte Staffel "Legacy" erschien unter dem Titel „Strike Back - Die komplette vierte Staffel“ am 3. August 2017.
Richard Armitage absolvierte vor Beginn der Dreharbeiten ein zehnwöchiges Spezialtraining im Vereinigten Königreich. Dadurch konnte er die meisten Stunts selbst durchführen. Die Rolle der von Kidnappern entführten Katie Dartmouth, die von Orla Brady gespielt wurde, wurde von der irischen Journalistin Orla Guerin inspiriert, die als Kriegsberichterstatterin im Nahen Osten für die BBC tätig ist.
Im August 2010 gab Sky1 bekannt, dass die Produktion einer weiteren Staffel, die 10 Folgen umfassen soll, in Zusammenarbeit mit dem HBO-Tochterunternehmen Cinemax unter dem Titel Strike Back – Project Dawn erfolgen soll. Diese soll von US-amerikanischen Spezialeinheiten handeln, die in Zusammenarbeit mit britischen Agenten den Kampf mit einer internationalen Terrorgruppe aufnimmt. Zunächst wurde vom Herald Sun berichtet, Armitage würde auf die Teilnahme an der Produktion der zweiten Staffel der Fernsehserie zugunsten der Dreharbeiten zur Hobbit-Filmtrilogie verzichten. Später wurde jedoch veröffentlicht, er werde in der zweiten Staffel erneut zu sehen sein. Die Dreharbeiten, die die Filmcrew von Südafrika über die USA nach Europa, darunter nach Ungarn und in das Vereinigte Königreich führen sollen, begannen im Februar 2011 in Südafrika. Die Ausstrahlung der zweiten Staffel begann am 12. August 2011 in den USA und endete am 21. Oktober 2012. Im Vereinigten Königreich erfolgte die Ausstrahlung der zweiten Staffel von dem 21. August 2011 bis zum 23. Oktober 2011. Die Ausstrahlung der aus zehn Episoden bestehenden dritten Staffel war vom 17. August 2012 bis zum 12. Oktober 2012 in den USA und vom 2. September 2012 bis zum 4. November 2012 im Vereinigten Königreich zu sehen. Am 3. Oktober 2012 wurde die Serie um eine vierte Staffel verlängert, die wieder aus zehn Episoden besteht.
Im Oktober 2013 produzierte Cinemax die fünfte Staffel. Die sechste Staffel mit zehn Folgen erschien ab Oktober 2017, die siebente ab Januar 2019 und die achte, finale Staffel ab Februar 2020.

## Besetzung
| Rollenname              | Schauspieler             | Hauptrolle (Staffel) | Nebenrolle (Staffel) | Episoden         | Synchronsprecher                                                    |
| ----------------------- | ------------------------ | -------------------- | -------------------- | ---------------- | ------------------------------------------------------------------- |
| John Porter             | Richard Armitage         | 1                    | 2                    | 1-6, 7           | Wolfgang Wagner                                                     |
| Hugh Collinson          | Andrew Lincoln           | 1                    |                      | 1-6              | Viktor Neumann                                                      |
| Danni Prendiville       | Shelley Conn             | 1                    |                      | 1-6              | Alexandra Wilcke                                                    |
| Layla Thompson          | Jodhi May                | 1                    |                      | 1-6              | Tanja Geke                                                          |
| Michael Stonebridge     | Philip Winchester        | 2-5                  | 6                    | 7-46, 55-56      | Martin Kautz                                                        |
| Damien Scott            | Sullivan Stapleton       | 2-5                  | 6                    | 7-46, 55-56      | Alexander Doering                                                   |
| Julia Richmond          | Michelle Lukes           | 2-5                  |                      | 7-40             | Nicole Hannak                                                       |
| Oliver Sinclair         | Rhashan Stone            | 2-3                  |                      | 7-23             | Christian Rudolf                                                    |
| Eleanor Grant           | Amanda Mealing           | 2                    |                      | 7-16             | Dana Friedrich                                                      |
| Kate Marshall           | Eva Birthistle           | 2                    |                      | 7-10             | Melanie Hinze                                                       |
| Rachel Dalton           | Rhona Mitra              | 3-4                  |                      | 17-30            | Antje von der Ahe                                                   |
| Liam Baxter             | Liam Garrigan            | 3-4                  |                      | 17-27            | Fabian Oscar Wien                                                   |
| Philip Locke            | Robson Green             | 4-5                  |                      | 27-46            | Peter Flechtner                                                     |
| Kim Martinez            | Milauna Jackson          | 4-5                  |                      | 27-42            | Maja Maneiro                                                        |
| Thomas "Mac" McAllister | Warren Brown             | 6-8                  |                      | 47-72, 74        | Philippa Jarke                                                      |
| Samuel Wyatt            | Daniel MacPherson        | 6-8                  |                      | 47-76            | Till Endemann                                                       |
| Gracie Novin            | Alin Sumarwata           | 6-8                  |                      | 47-76            | Alice Bauer                                                         |
| Natalie Reynolds        | Roxanne McKee            | 6                    |                      | 47-56            | Sarah Riedel                                                        |
| Adeena Donovan          | Nina Sosanya             | 6                    |                      | 47-55            | Aline Staskowiak                                                    |
| Will Jensen             | Phil Dunster             | 6                    |                      | 47-54            | Benjamin Stöwe                                                      |
| Alexander Coltrane      | Jamie Bamber             | 7-8                  |                      | 57-76            | Frank Röth                                                          |
| Katrina Zarkova         | Yasemin Allen            | 7                    | 8                    | 57-66, 69-70, 75 | Anna Gamburg                                                        |
| Manisha Chetri          | Varada Sethu             | 7-8                  |                      | 59-75            | Esra Vural                                                          |
| James Middleton         | Colin Salmon             |                      | 1                    | 1-4              | Oliver Stritzel                                                     |
| Katie Dartmouth         | Orla Brady               |                      | 1                    | 1-2              | Schaukje Könning                                                    |
| Felix Masuku            | Shaun Parkes             |                      | 1                    | 3-4              | Oliver Siebeck                                                      |
| Colonel Tshuma          | David Harewood           |                      | 1                    | 3-4              | Michael Ojake                                                       |
| Gerald Baxter           | Ewen Bremner             |                      | 1                    | 5-6              | Stefan Krause                                                       |
| Arlington               | Toby Stephens            |                      | 1                    | 5-6              | Marcus Off                                                          |
| Zahir Sharq             | Alexander Siddig         |                      | 1                    | 5-6              | Boris Tessmann                                                      |
| Latif                   | Jimi Mistry              |                      | 2                    | 7-10, 13-16      | Marius Clarén                                                       |
| Daniel Connolly         | Liam Cunningham          |                      | 2                    | 9-10             | Erich Räuker                                                        |
| Kenneth Bratton         | Alistair Petrie          |                      | 2                    | 9-10             | Peter Flechtner                                                     |
| Gerald Crawford         | Iain Glen                |                      | 2                    | 11-12            | Oliver Siebeck                                                      |
| Dr. Clare Somersby      | Laura Haddock            |                      | 2                    | 11-12            | Berenice Weichert                                                   |
| Tahir                   | Adewale Akinnuoye-Agbaje |                      | 2                    | 11-12            | Tilo Schmitz                                                        |
| Marianna                | Natalia Avelon           |                      | 2                    | 13-15            | Marieke Oeffinger                                                   |
| Dana Van Rijn           | Annabelle Wallis         |                      | 2                    | 13-14            | Kaya Marie Möller                                                   |
| Laszlo                  | Attila Árpa              |                      | 2, 6                 | 15-16, 50        | Matthias Klie (1. Stimme, 15-16) Viktor Neumann (2. Stimme, 50)     |
| Craig Hanson            | Shane Taylor             |                      | 3                    | 17-26            | Sascha von Zambelly                                                 |
| Karl Matlock            | Vincent Regan            |                      | 3                    | 17-26            | Bernd Rumpf                                                         |
| Patrick Burton          | Tim Pigott-Smith         |                      | 3                    | 17-18            | Christian Rode                                                      |
| Conrad Knox             | Charles Dance            |                      | 3                    | 18-26            |                                                                     |
| Christy Bryant          | Stephanie Vogt           |                      | 3, 5                 | 19-20, 23-26, 46 | Tanja Schmitz                                                       |
| Othmani                 | Saïd Taghmaoui           |                      | 3                    | 19-20            | Jaron Löwenberg                                                     |
| Rebecca                 | Line Van Wambeke         |                      | 3, 4                 | 21-22, 27-28     | Daniela Schneider                                                   |
| Peter Evans             | Paul Freeman             |                      | 3                    | 21-22            | Rüdiger Evers                                                       |
| Leo Kamali              | Zubin Varla              |                      | 4                    | 27-36            | Tayfun Bademsoy                                                     |
| Miguel Gomez            | Raoul Trujillo           |                      | 4                    | 27-28            | Abelardo Decamilli                                                  |
| Arkady Ulyanov          | Marcel Iureș             |                      | 4                    | 29, 31-34, 36    | Uwe Jellinek                                                        |
| James Leatherby         | Dougray Scott            |                      | 4                    | 29-30            | Johannes Berenz                                                     |
| Nina Pirogova           | Tereza Srbová            |                      | 4, 5                 | 33-34, 36, 42-44 | Ute Noack                                                           |
| Li-Na / Mei Foster      | Michelle Yeoh            |                      | 5                    | 37-45            | Silke Matthias                                                      |
| Ray McQueen             | Max Beesley              |                      | 5                    | 37-38            | Sven Gerhardt                                                       |
| Aaron                   | Michael Bisping          |                      | 5                    | 37               | Tino Kießling                                                       |
| Faber                   | Dustin Clare             |                      | 5                    | 39-40, 45-46     | Tobias Schmidt                                                      |
| Mason                   | Leo Gregory              |                      | 5                    | 39-40, 45-46     | Paul Matzke                                                         |
| Kwon                    | Will Yun Lee             |                      | 5                    | 41-45            | Bastian Sierich                                                     |
| Oppenheimer             | Michael McElhatton       |                      | 5                    | 43-44            | Pierre Peters-Arnolds                                               |
| Cmdt. Leitner           | Adrian Paul              |                      | 5                    | 45               | Matthias Rimpler                                                    |
| Omair Idrisi            | Don Hany                 |                      | 6                    | 47-48, 52, 54-56 | Sven Gerhardt                                                       |
| Jane Lowry              | Katherine Kelly          |                      | 6                    | 47-55            | Christin Marquitan                                                  |
| Morgan Ives             | Trevor Eve               |                      | 6                    | 47-48, 55-56     | Hans Bayer                                                          |
| Milos Borisovich        | Peter Firth              |                      | 6                    | 51-52            | Andreas Müller                                                      |
| Pavel Kuragin           | Alec Newman              |                      | 7                    | 57-66            | Mark Schmal (1. Stimme, 57-63) Torsten Michaelis (2. Stimme, 64-66) |
| Amy Leong               | Ann Truong               |                      | 7                    | 57-58            | Alessija Lause                                                      |
| Laoshu                  | Tom Wu                   |                      | 7                    | 57-58            | Florian Clyde                                                       |
| Gopan                   | Rudi Dharmalingam        |                      | 7                    | 59-60            | Julien Haggège                                                      |
| Anjali Vartak           | Shivani Ghai             |                      | 7                    | 59-60            | Natascha Geisler                                                    |
| Connor Ryan             | Aidan McArdle            |                      | 7                    | 59-60            | Thomas Schmuckert                                                   |
| Lauren Gillespie        | Victoria Smurfit         |                      | 7                    | 61-62            | Daniela Hoffmann                                                    |
| Jean-Baptiste Zaza      | Chris Obi                |                      | 7                    | 61-62            | Johann Fohl                                                         |
| Jericho                 | Cecep Arif Rahman        |                      | 7                    | 63-64            | Valentin Stilu                                                      |
| Arianna Demachi         | Ivana Miličević          |                      | 8                    | 67-68, 71-76     | Katharina Spiering                                                  |
| Sir James Spencer       | John Michie              |                      | 8                    | 67, 70-71, 73-74 | Oliver Stritzel                                                     |
| Loric                   | Max Baldry               |                      | 8                    | 67-68, 73-74     | Yannick Forstenhäusler                                              |
| Zayef                   | Alec Secăreanu           |                      | 8                    | 68-74            | Björn Schalla                                                       |

## Staffeln
| Staffel | Staffelbezeichnung | DVD-Titel Deutsch                          | Erscheinungsdatum |
| ------- | ------------------ | ------------------------------------------ | ----------------- |
| 1       | Strike Back        | Chris Ryan's Strike Back                   | 25. Februar 2011  |
| 2       | Project Dawn       | Strike Back – Die komplette erste Staffel  | 5. Oktober 2012   |
| 3       | Vengeance          | Strike Back – Die komplette zweite Staffel | 7. Mai 2015       |
| 4       | Shadow Warfare     | Strike Back – Die komplette dritte Staffel | 8. Juni 2017      |
| 5       | Legacy             | Strike Back – Die komplette vierte Staffel | 3. August 2017    |
| 6       | Retribution        | Strike Back – Staffel 5                    | Oktober 2017      |
| 7       | Revolution         |                                            | Januar 2019       |
| 8       | Vendetta           |                                            | 14. Februar 2020  |

## Kritik
Die ersten beiden Doppelfolgen beurteilte TV Spielfilm als „aufwändige TV-Action um ganz harte Kerle“. Die Redaktion von TV Spielfilm schrieb, die ebenfalls als Doppelfolge in Spielfilmlänge ausgestrahlten beiden letzten Episoden seien ein „schnörkelloser, spannender Militär-Reißer“. Die Doppelfolge sei „flott und knackig inszeniert“, enthalte „gute Figuren, nette Jokes und ein, zwei kalkulierte Überraschungen – auch der letzte Teil der britischen Militär-Agenten-Trilogie liefert handfeste, unterhaltsame Action. Bremner überzeugt als Spinner ebenso wie Armitage als kerniger Held“.
In der Internet Movie Database bewerteten knapp 16630 Benutzer die Fernsehserie mit 8,3 von möglichen 10 Punkten.

## Nominierungen und Auszeichnungen
Lee Walpole, Iain Eyre, Stuart Hilliker sowie J.J. Le Roux wurden 2010 beim RTS Television Award in der Kategorie „Best Sound – Drama“ nominiert.